# Helianthemum greenei
Helianthemum greenei là một loài thực vật có hoa trong họ Nham mân khôi. Loài này được B.L. Rob. mô tả khoa học đầu tiên năm 1895.